# Nye, Näshult och Stenberga församling
Nye, Näshult och Stenberga församling är en församling i Vetlanda pastorat i Njudung-Östra Värends kontrakt i Växjö stift inom Svenska kyrkan och ligger i Vetlanda kommun. 
Församlingskyrkor är Nye kyrka, Näshults kyrka och Stenberga kyrka.

## Administrativ historik
Församlingen bildades 2006 genom sammanslagning av Nye, Näshults och Stenberga församlingar. Församlingen ingick sedan i Bäckseda-Korsberga pastorat. Från 2018 ingår församlingen i Vetlanda pastorat.